# Caecilia subterminalis
Caecilia subterminalis es una especie de anfibios de la familia Caeciliidae.
Es endémica de Ecuador.